# Голуб, Эмиль
Эмиль Голуб (чеш. Emil Holub; 7 октября 1847[…], Голице — 21 февраля 1902[…], Вена) — чешский врач, картограф, этнограф, исследователь Южной Африки.

## Биография
Эмиль Голуб родился в Голице, в восточной Чехии, 7 октября 1847 года. Учился в Пражском университете, где получил степень доктора медицины. 

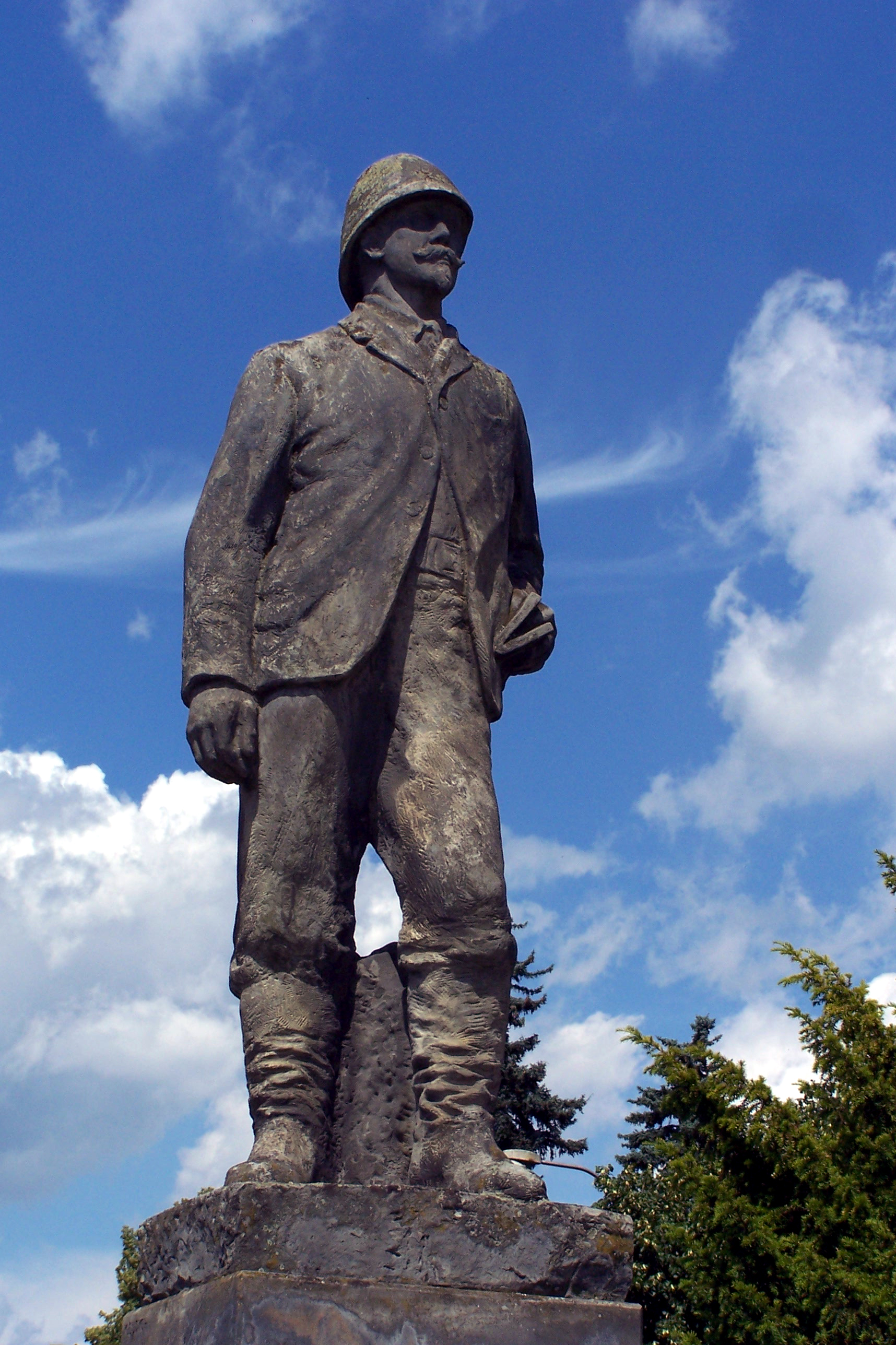
Памятник Голубу

В 1872 году Голуб отправился на алмазные поля в Кимберли и на деньги, заработанные хирургической практикой, снарядил экспедицию в северный Трансвааль, Машоналенд и через Бечуаналенд к водопаду Виктория. Голуб собрал богатую естественнонаучную коллекцию, которую в 1879 году привёз в Европу и распространил по сотням музеев и учебных заведений.
В 1883 году Голуб вернулся в Южную Африку вместе с женой с намерением пересечь весь африканский континент от Кейптауна до Египта. В июне 1886 года его экспедиция пересекла реку Замбези к западу от водопада Виктория и исследовала ранее неизвестный регион между Замбези и её притоком Кафуэ. Однако к северу от Кафуэ путешественники подверглись нападению туземцев и вынуждены были вернуться назад.
В 1887 году Э. Голуб вернулся в Австрию с новой коллекцией из более 13 тысяч предметов, разошедшейся по музеям Европы. Голуб издал дневники своих путешествий: «Семь лет в Южной Африке» (1881) и «Путешествия, 1883—1887» (1890).
Эмиль Голуб умер в Вене 21 февраля 1902 года.